# Bolitoglossa cerroensis
Bolitoglossa cerroensis es una especie de salamandras en la familia Plethodontidae.
Es endémica de la Cordillera de Talamanca en Costa Rica.
Su hábitat natural son los montanos húmedos tropicales o subtropicales.
Está algo amenazada de extinción debido a la destrucción de su hábitat.